# NGC 5603
NGC 5603 est une galaxie lenticulaire située dans la constellation du Bouvier. Sa vitesse par rapport au fond diffus cosmologique est de 5 728 ± 11 km/s, ce qui correspond à une distance de Hubble de 84,5 ± 5,9 Mpc (∼276 millions d'al). NGC 5603 a été découverte par l'astronome germano-britannique William Herschel en 1788.
La base de données NASA/IPAC indique que NGC 5603 est possiblement une galaxie du champ, c'est-à-dire qu'elle n'appartient pas à un amas ou un groupe et qu'elle est donc gravitationnellement isolée. Ce n'est pas l'avis de Mahtessian, car il place cette galaxie dans le groupe de NGC 5739. De plus, elle forme un couple avec la galaxie PGC 51373, sa voisine sur la sphère céleste, car la distance de Hubble de cette dernière est de 83,94 ± 5,88 Mpc (∼274 millions d'al), soit presque la même que celle de NGC 5603.
Selon la base de données Simbad, NGC 5603 est une galaxie LINER, c'est-à-dire une galaxie dont le noyau présente un spectre d'émission caractérisé par de larges raies d'atomes faiblement ionisés.
À ce jour, une mesure non basée sur le décalage vers le rouge (redshift) donne une distance d'environ 66,500 Mpc (∼217 millions d'al). Cette valeur est à l'extérieur des valeurs de la distance de Hubble. Notons que c'est avec la valeur moyenne des mesures indépendantes, lorsqu'elles existent, que la base de données NASA/IPAC calcule le diamètre d'une galaxie et qu'en conséquence le diamètre de NGC 5603 pourrait être d'environ 34,4 kpc (∼112 000 al) si on utilisait la distance de Hubble pour le calculer.

## Groupe de NGC 5739
Selon Abraham Mahtessian, NGC 5603 fait partie du groupe de NGC 5739, la galaxie la plus brillante de ce groupe. Ce groupe de galaxies compte au moins sept membres. Les six autres galaxies du groupe sont NGC 5598, NGC 5696, NGC 5739, NGC 5784, NGC 5787 et NGC 5860.
À ces six galaxies, il faut ajouter la galaxie PGC 51372, car elle forme un couple de galaxies avec NGC 5603.